# Friedrich, Prinț de Waldeck și Pyrmont
Friedrich, Prinț de Waldeck și Pyrmont (Friedrich Adolf Hermann Prinz zu Waldeck und Pyrmont; 20 ianuarie 1865 – 26 mai 1946) a fost ultimul Prinț de Waldeck și Pyrmont care a domnit din 12 mai 1893 până la 13 noiembrie 1918.